# Santa Ana (Los Santos)
Santa Ana es un corregimiento ubicado en el distrito de Los Santos en la provincia panameña de Los Santos. En el año 2010 tenía una población de 3 329 habitantes y una densidad poblacional de 47.8 personas por km².

## Toponimia y gentilicio
Toma su nombre de Santa Ana una santa de la iglesia católica. 

## Geografía física
Santa Ana se encuentra ubicada en las coordenadas 07°40′00″N 80°25′00″O / 7.66667, -80.41667.  De acuerdo con los datos del INEC el corregimiento posee un área de 69.7 km².

## Demografía
De acuerdo con el censo del año 2010, el corregimiento tenía una población de unos 3 329 habitantes. La densidad poblacional era de 47.8 habitantes por km². 